# Тагаколга
Тагаколга (ест. Tagakolga) — село в Естонії, входить до складу волості Варсту, повіту Вирумаа.